# Harianá
Harianá (Haryana) é um dos estados da Índia. A capital do estado é Chandigar, ela própria considerada um Território da União, já que também é capital do estado do Panjabe.
Os Estados vizinhos são o Himachal Pradexe e o território da dupla capital estadual a norte, o Utaracanda, o Utar Pradexe e o Território da Capital Nacional a leste, o Rajastão a sudoeste e o Panjabe a noroeste. A maior cidade de Harianá é Faridabade; boa parte do Estado é englobado pela Região Metropolitana de Déli.

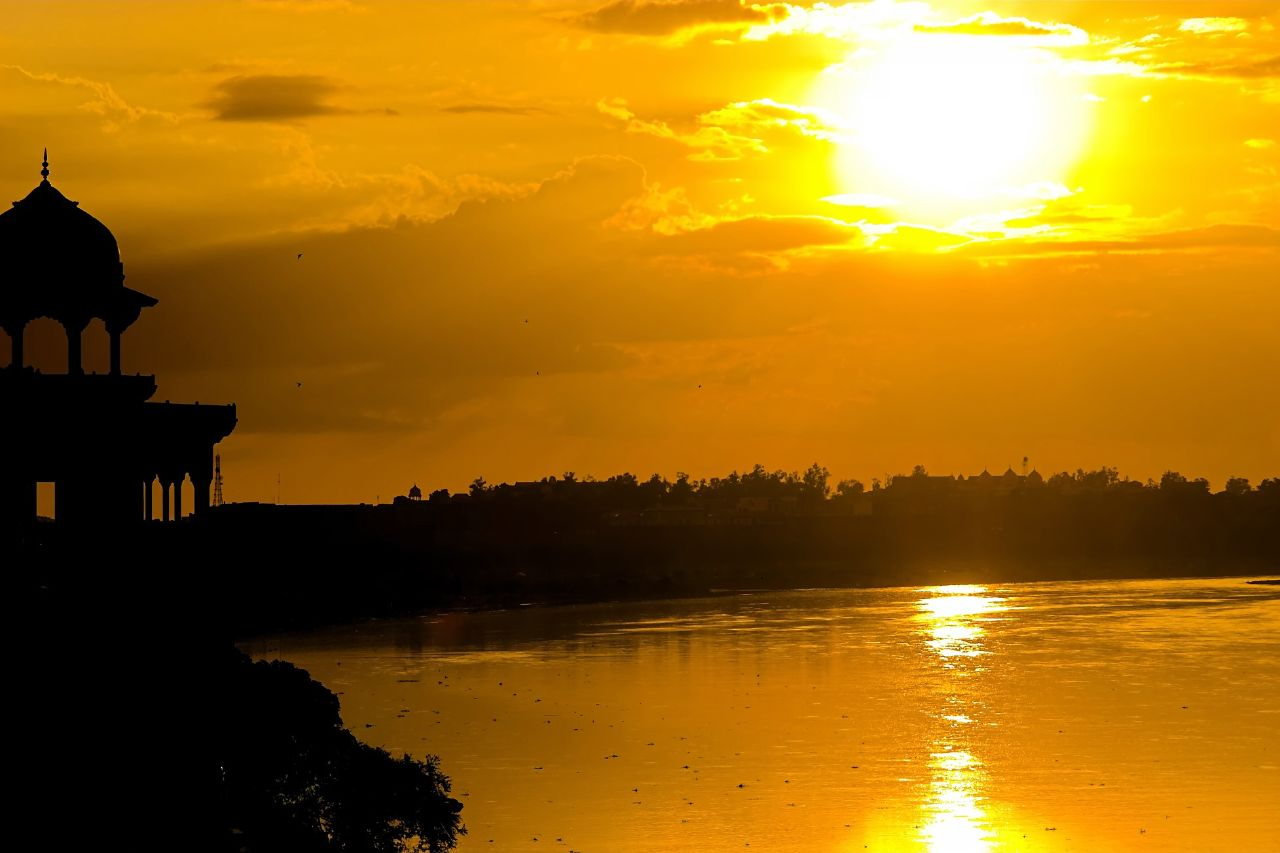
Rio Yamuna